# Michael Mayer (Gitarrist)

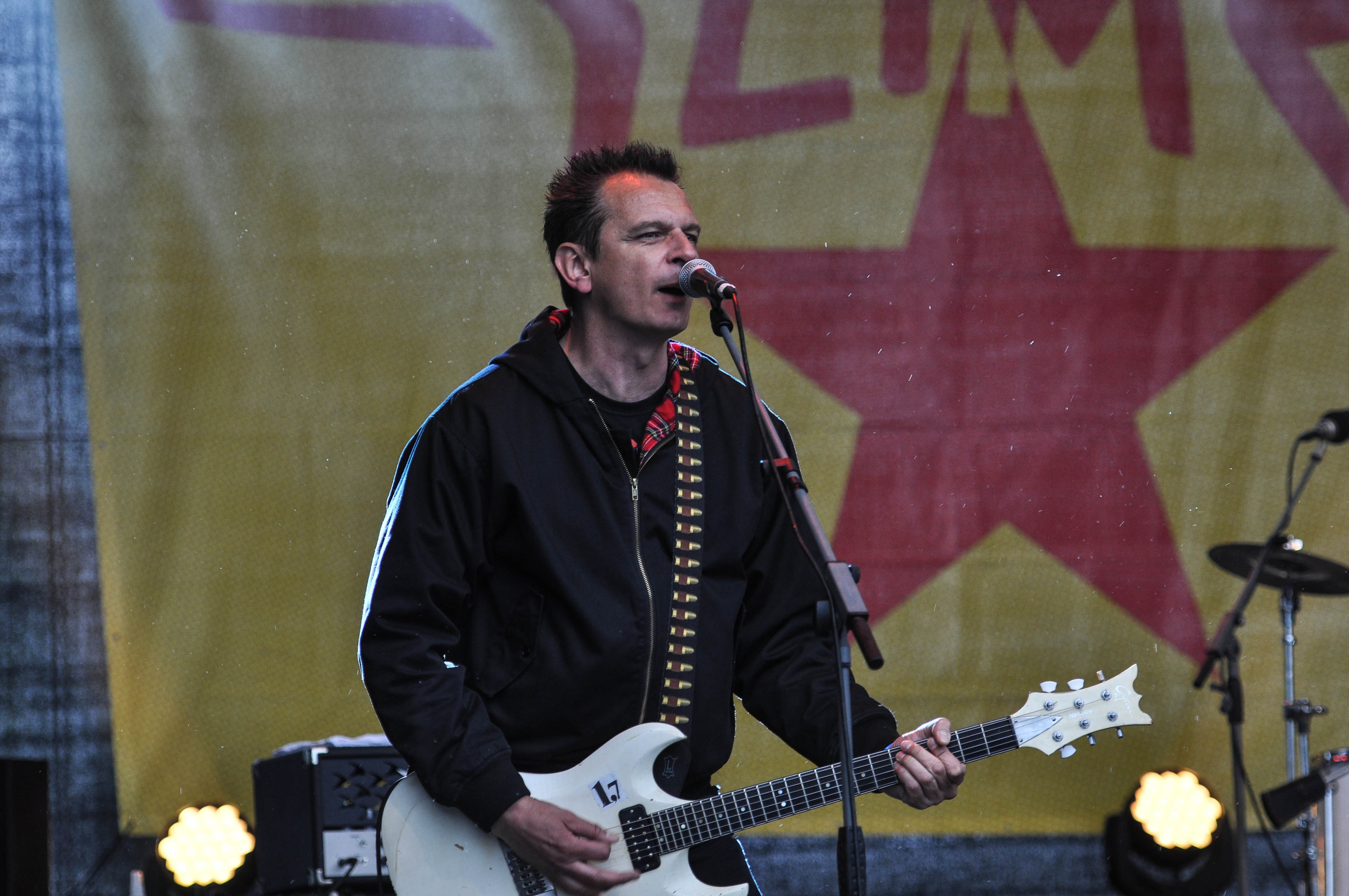
Michael Mayer live mit Slime 2013

Michael Mayer-Poes (* 1962 in Hamburg) ist ein deutscher Punk-Gitarrist und Sänger. Er ist vor allem bekannt als Gründungsmitglied von Slime. Sein Spitzname ist „Elf“, unter diesem firmiert er auf zahlreichen Veröffentlichungen. Er gründete außerdem zahlreiche weitere Bands und war langjähriges Mitglied von Abwärts und Die Mimmi’s.

## Leben
Michael Mayer wuchs als Sohn eines Bundeswehr-Beamten und einer Sekretärin auf. Er besuchte das Gymnasium Heidberg im Hamburger Stadtteil Langenhorn, wo er auch das Abitur absolvierte. Dort kam er über Ton Steine Scherben mit politischer Musik in Berührung und wurde musikalisch durch die Ramones geprägt. Als die Punkwelle nach Deutschland schwappte, gründete er zusammen mit seinen Schulfreunden Sven „Eddie“ Räther und Peter „Ball“ Wodok 1979 Slime. Mit Slime nahm er drei Studioalben und ein Livealbum auf, bevor sich die Band 1984 auflöste. Mit Räther sowie dem The-Buttocks-Schlagzeuger Stéphane Larsson, der 1984 Stephan Mahler bei Slime ersetzte, gründete er die kurzlebige Band Targets.
Nach der Auflösung gründete er 1985 zusammen mit Slime-Sänger Dirk Jora die Band Igel United, die regelmäßig im Umfeld eines Hamburger Pubs auftrat. 1987 lernte er dort Frank Ziegert (Frank Z.) von Abwärts kennen. Mit ihm zusammen nahm er fünf Alben bis zur Auflösung 1996 auf, teilweise parallel zu seinen Aktivitäten bei den wiedervereinigten Slime.
Von 1990 bis 1994 existierte Slime wieder und veröffentlichte die beiden Alben Viva la Muerte (1992) und Schweineherbst (1994). Zum ersten Mal stellte sich kommerzieller Erfolg ein. Nach der erneuten Auflösung 1994 lebte Mayer erst einmal von den Tantiemen, dann gründete er die nach ihm benannte Band Elf. 1998 folgte das kurzlebige Projekt C.I.A. Anschließend versuchte er sich erfolglos als Internetunternehmer und arbeitete später für das belgische Independent-Label Play It Again Sam Records. Er zog danach aufs Land und spielte in der Band Minne und die Minnies, die Kinderlieder mit Rock & Roll mischen. 2003 gründete er mit Jora und Mitgliedern der Band Rubbermaids die Slime-Fortsetzung Rubberslime, die sich jedoch bereits 2005 wieder im Streit trennte. Als nächste Station folgten Die Mimmi’s, mit denen er auch heute noch aktiv ist.
Seit 2010 existiert Slime wieder. Im Jahr 2011 nahm Mayer als Kandidat an der Sendung Wer wird Millionär? teil und erspielte sich 16.000 Euro. Er gab an, mit dem Geld sich und seiner Band einen Auftritt in den USA ermöglichen zu wollen. 2012 erschien das Album Sich fügen heißt lügen.

## Privatleben
Mayer ist mit der Bassistin Nici liiert, die er bei Die Mimmi’s kennenlernte und die er zu Slime holte.

## Diskografie

### Mit Slime
- siehe Slime (Band)#Diskografie

### Mit Targets
- siehe Targets#Diskografie

### Mit Destination Zero
- 1989: Suiciety
- 1990: Survive
- 1991: Mr. Evil

### Mit Abwärts
- 1990: Ich seh die Schiffe den Fluss herunterfahren
- 1991: Comic-Krieg
- 1993: Herzlich willkommen im Irrenhaus
- 1994: Hurra
- 1995: V8

### Mit Elf
- siehe Elf (deutsche Band)#Diskografie

### Mit C.I.A.
- siehe C.I.A. (Band)#Diskografie

### Mit Middle Class Fantasies
- 2007: F§%k dich selbst (Kompilation, fünf Tracks)

### Mit Minne & Die Minnies
- 1999: Na und…!?!?

### Mit Rubberslime
- siehe Rubberslime#Diskografie

### Mit Die Mimmis
- 2006: Du bist Deutschland
- 2007: Ich will alles (und noch viel mehr)
- 2014: Fun Punks Not Dead